# Winona (jméno)
Winona je ženské rodné jméno. Je to poangličtěný tvar dakotského jména Winúŋna znamenající „prvorozená dcera“. Též může znamenat krásná řeka a princezna v jazyce Lakotů.[zdroj?]

## Známé nositelky
- Winona – dcera náčelníka Wapašy III. ze Siouxského kmene Dakotů
- Winona LaDuke – severoamerická indiánská aktivistka
- Winona Ryder – americká herečka
- Wynona Carr – afroamerická gospelová, R'n'B zpěvačka
- Wynonna Judd – americká country zpěvačka
- Wenonah – fiktivní matka Hiawathy v epické básni The Song of Hiawatha (1855)
- Winona – fiktivní postava v pokémonském vesmíru
- Winona Kirk – fiktivní matka Jamese T. Kirka